# 普拉涅 (上加龙省)
普拉涅（法語：Plagne，法語發音：[plaɲ]）是法国上加龙省的一个市镇，属于米雷区。 

## 地理
普拉涅（43°9'25"N, 1°3'36"E）面积4.15 平方千米，位于法国奧克西塔尼大區上加龙省，该省份为法国西南部内陆省份，西南端与西班牙接壤，自此顺时针与上比利牛斯省、热尔省、塔恩-加龙省、塔恩省、奥德省和阿列日省接壤。
与普拉涅接壤的市镇（或旧市镇、城区）包括：欧桑、科曼日地区蒙克拉尔、帕拉米尼、圣米歇尔。

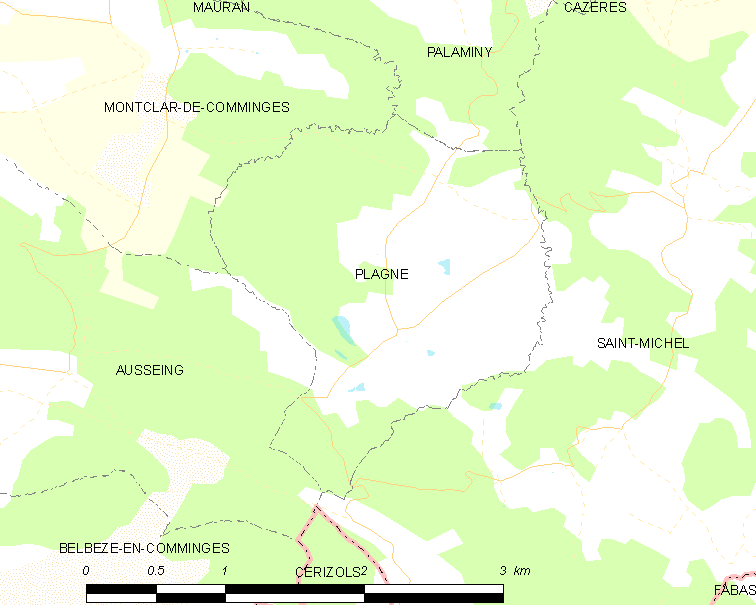
的OSM定位图

普拉涅的时区为UTC+01:00、UTC+02:00（夏令时）。

## 行政
普拉涅的邮政编码为31220，INSEE市镇编码为31422。

## 政治
普拉涅所属的省级选区为卡泽尔县。

## 人口

1962-2008年间人口变化图示

普拉涅于2022年1月1日时的人口数量为95人。